# بژدوگخابل
بژدوگخابل (به لاتین: Bzhedugkhabl) یک منطقهٔ مسکونی در روسیه است که در شهرستان کراسنوگواردیسکی، آدیغیه واقع شده‌است.